# 미스비헤이비어
《미스비헤이비어》(영어: Misbehaviour)는 2020년 개봉한 여성이 주연, 연출, 각본, 제작을 
한 쿼드러플 F등급인 영국의 코미디 드라마 영화이다. 1970년 미스 월드 대회 반대 운동을 주도한 샐리 알렉산더의 실화를 다루고 있다. 필리파 로소프 감독이 연출하였고 키이라 나이틀리, 구구 음바타로, 제시 버클리, 레슬리 맨빌, 그레그 키니어, 킬리 호스, 리스 이반스, 필리스 로건, 수키 워터하우스가 출연한다.

## 출연진
- 키이라 나이틀리 - 샐리 알렉산더
- 구구 음바타로 - 제니퍼 호스턴 (미스 그레나다)
- 제시 버클리 - 조 로빈슨
- 레슬리 맨빌 - 돌로레스 호프
- 그레그 키니어 - 밥 호프
- 킬리 호스 - 줄리아 몰리
- 리스 이반스 - 에릭 몰리
- 필리스 로건 - 에블린 알렉산더
- 존 색빌 - 로빈 데이
- 수키 워터하우스 - 샌드라 월스펠드 (미스 유나이티드 스테이츠)
- 클라라 로사게르 - 마리오리 요한손 (미스 스웨덴)
- 로레이서 하리손 - 펄 얀선 (미스 아프리카 사우스)
- 에마 코린 - 질리언 제섭 (미스 사우스 아프리카)
- 콜렛 콜린스 - 제니퍼 웡 (미스 가이아나)
- 에밀리 테벗 - 이본 옴스 (미스 유나이티드 킹덤)
- 오모리 미사토 - 나카무라 히사요 (미스 저팬)
- 모니카 사루프 - 헤더 페이빌 (미스 인디아)
- 타이나 헤인스 - 소니아 게라 (미스 브라질)
- 델리 앨런 - 주르지나 리즈크 (미스 레바논)
- 릴리 뉴마크 - 제인
- 에마 다시 - 헤이즐
- 루비 렌털 - 세라
- 알렉사 데이비스 - 수
- 존 헤퍼넌 - 개러스 스테드먼 존스
- 마야 켈리 - 애비게일 소
- 아일린 오히긴스 - 조앤 빌링스
- 마일스 접 - 클라이브
- 샬럿 스펜서
- 찰리 앤슨 - 마이클 애스펠